# Le Livre de saint Cyprien

Cyprien de Nicomédie (et Justine)

Le Livre de saint Cyprien (portugais : Livro de São Cipriano ; espagnol : Libro de San Cipriano) fait référence à différents grimoires des XVIIe siècle, XVIIIe et XIXe siècles, populaires dans le monde hispanophone et lusophone. Ils sont tous attribués pseudépigraphiquement  à saint Cyprien de Nicomédie qui a vécu au IIIe siècle de notre ère (à ne pas confondre avec saint Cyprien, évêque de Carthage). Selon la légende populaire, Cyprien de Nicomédie était un sorcier païen converti au christianisme ,.

## Origine
Selon la légende, en l'an 1001, un moine allemand, Jonas Sufurino, aurait eu des contacts avec les esprits supérieurs de la cour infernale, qui lui donnèrent le livre à proximité du monastère du mont Brocken, qui aurait servi de lieu de réunion pour les cercles de sorcières. Le livre aurait été écrit sur du parchemin en caractères hébreux. Cependant, l'une des premières références connues est celle d'Heinrich Cornelius Agrippa qui mentionne dans ses écrits des ouvrages de nécromancie attribués à saint Cyprien.

## Les différentes versions

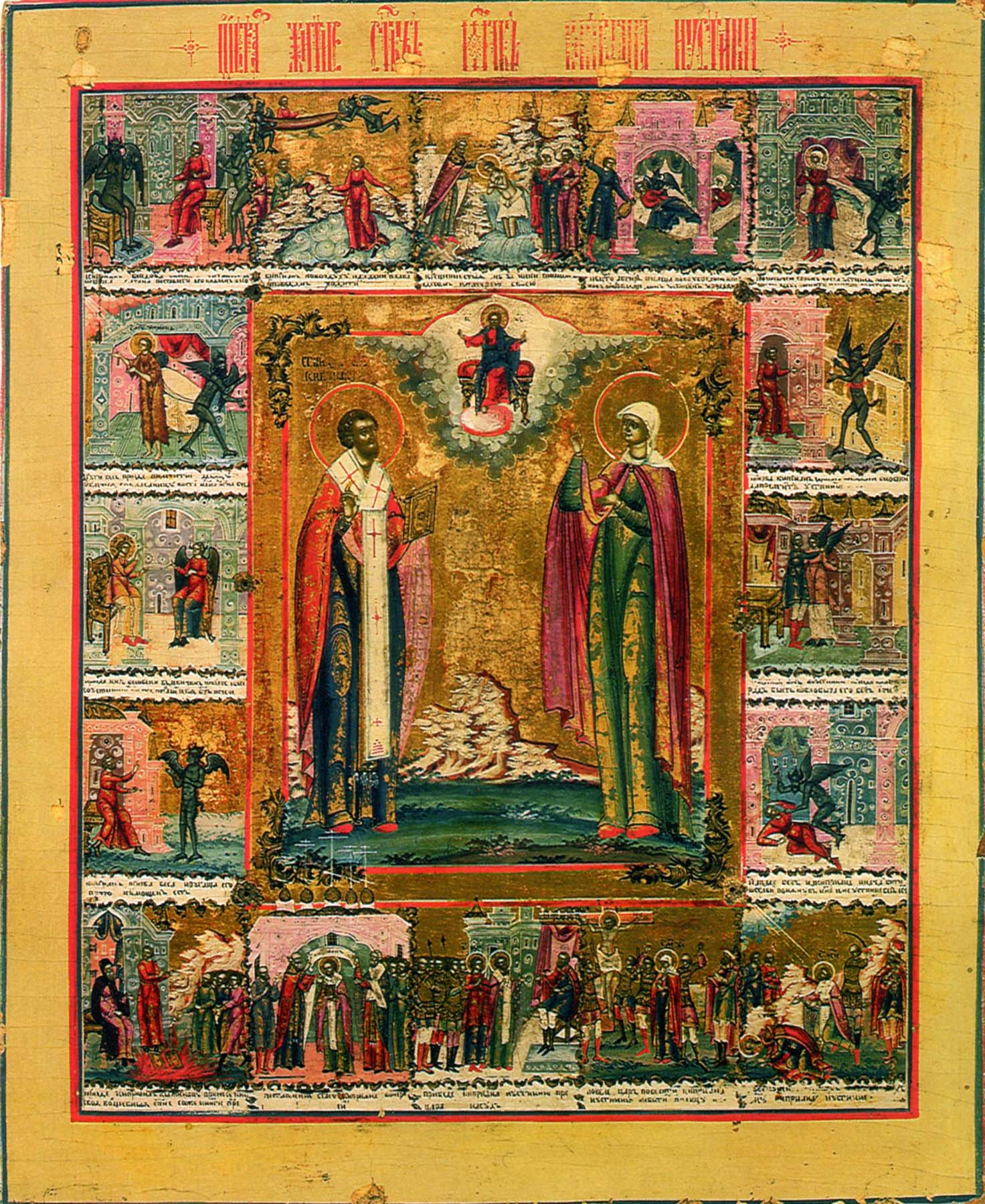
Histoire illustrée de saint Cyprien et de sainte Justine dans un manuscrit byzantin.

### Le Cyprien Ibérique
Le cyprien ibérique n'est pas un texte unique, il s'agit de plusieurs textes en espagnol et en portugais, remontant pour la plupart au XIXe siècle.   Il y avait, cependant, une littérature cyprianique pré-moderne, maintenant perdue, sans connexion apparente avec les œuvres existantes si ce n'est d'être inspirée par la légende cyprianique.  

### Le Cyprien portugais
La version portugaise du Livre de Cyprien porte souvent des qualificatifs tels que "Grande et vraie", "L'Unique complète" ou encore "l'Authentique"  et est généralement sous-titré "Le trésor du sorcier" (ou thesouro de feiticeiro). Le contenu apparait comme catholique, bien que profondément enraciné dans la sorcellerie latino-américaine, et il est populaire (en particulier au Brésil) parmi les pratiquants du Quimbanda,  de l'Umbanda et du Candomblé. Le trésor du sorcier contient très peu d'évocation, il s'inspire plutôt des traditions orales relatives à la divination, aux sorts de guérison, aux prières  (dont certaines à l'ange gardien ), aux exorcismes, à la magie de l'amour, et à la révélation des trésors enfouis en Galice. Il traite même du magnétisme animal, le tout dans le cadre du catholicisme populaire. La plupart des éditions commencent par la légende de saint Cyprien et contiennent généralement des sections sur l'alchimie, l'astrologie, la cartomancie, la conjuration des diables, la divination, les exorcismes, les fantômes, les trésors cachés, la magie de l'amour, la magie de la chance, les présages, l'oniromancie, la chiromancie et les prières. Certaines éditions mentionnent également l'histoire de la réussite d'un paysan français nommé Victor Siderol, qui aurait découvert des trésors cachés grâce au livre.  Les formes brésiliennes du Trésor du Sorcier varient considérablement, bien que les éditions portugaises soient plutôt stables (au moins en comparaison). 
L'édition la plus représentative est l'édition Livraria Económica, qui a été traduite en anglais sous le titre The Book of St. Cyprian - The Sorcerer's Treasure par José Leitão avec d'autres ajouts dans les éditions plus récentes (tels que Moderna Editorial Lavores).
Selon Leitão, la littérature cyprianique portugaise présente une combinaison de croyances magiques ibériques et de religion africaine traditionnelle. L'accent mis par l'Inquisition portugaise sur le crypto-judaïsme (au lieu de la sorcellerie) a permis aux praticiens de la magie de christianiser plus facilement la magie ibérique traditionnelle et les croyances religieuses importées d'Afrique. L'Inquisition y a involontairement contribué en traitant les pratiques et les croyances religieuses africaines traditionnelles comme des formes déviantes de catholicisme plutôt que comme quelque chose d'extérieur à la religion. Beaucoup de ces pratiques influenceront plus tard la littérature cyprianique portugaise. Leitão affirme en outre que la littérature portugaise cyprianique s'est développée en trois phases :
- Le développement de diverses traditions orales concernant saint Cyprien.[12]
- La collection des traditions orales dans un livre "standard" de Cyprien, qui à son tour a donné lieu à d'autres traditions orales sur le livre lui-même.[13]
- Le livre standardisé et réorganisé, élargi et expurgé avec l'avènement de l'imprimerie et du syncrétisme sud-américain.[14]

### Le Cyprien espagnol

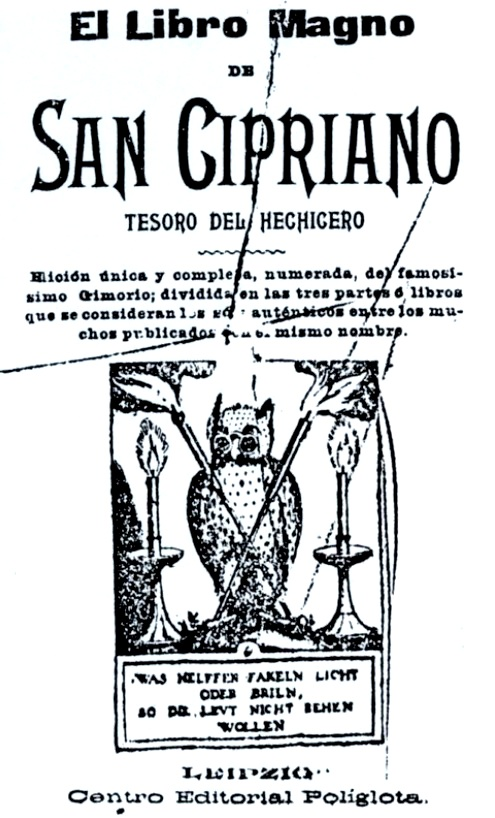
La page de titre d'une édition espagnole

Les premières éditions datent de la seconde moitié du XVIIIe siècle. En 1802, le prêtre Juan Rodríguez de Ferrol, de Galice , fut officiellement accusé de posséder une copie du Livre de San Cipriano et d'autres documents qu'il utilisait pour rechercher des trésors cachés.
La plupart des versions espagnoles qui prétendent avoir été écrites par Jonas Sulfurino ("Sulphury Jonas"), sont assez proches de la Clé de Salomon, et sont généralement une remaniement du Grand Grimoire. La version la plus complète et la plus populaire, intitulée Libro Infernal, combine des éléments du Grand Grimoire, de la Clef de Salomon, du Grand Albert et du Petit Albert. Le Libro Infernal a également été traduit en italien en 1920 par son éditeur d'origine.
Le plus ancien ouvrage cyprianique existant date de 1810 et prétend avoir été traduit du latin. Il est intitulé "Heptaméron ou éléments magiques", mais malgré ce titre, il ressemble peu à l'Heptaméron de Pietro d'Abano ou à tout autre livre de sorcellerie européen. Plus tard, une édition du Grand Grimoire fut annexée à un livre sur l'Inquisition galicienne, prétendument « le Ciprianillo ». À la suite de cela, une autre édition du Grand Grimoire a ajouté le supposé moine copiste Jonás Sufurino à la légende. Les éditions ultérieures ont ajouté du contenu sur le magnétisme animal, la cartomancie, l'hypnotisme, le spiritisme et des références à la Poule noire.

### Le Cyprien scandinave
Le Cyprianus scandinave aussi appelé Svarteboken (les livres noirs) constitue une tradition distincte sans lien avec les ouvrages ibériques si ce n'est la référence à l'histoire de saint Cyprien. L'un d'eux, les Livres noirs d'Elvarum, a été publié en 1682 mais prétend remonter à 1529.

### Le manuscritClavis Inferni
Un manuscrit latin (Wellcome MS 2000) intitulé Clavis Inferni sive magia alba et nigra approbata Metratona (La Clé de l'Enfer avec magie blanche et noire approuvée par Metatron)  a été découvert par Stephen Skinner et David Rankine en 2004. Il est attribué à "M: L: Cypriani" c'est-à-dire "Magistri Ludi Cypriani" ce qui peut se traduire par "Professeur (de premier degré) Cypriani". Le manuscrit est daté en chiffre romain 'MCCCCCCLLXVII' soit 1717 ou 1757, mais l'analyse des éléments internes semble plutôt indiquer la fin du XVIIIe siècle.
Il n'a aucun rapport avec la littérature ibérique ou scandinave cyprianique (au-delà de l'habituelle référence à Cyprien), mais il est certainement apparenté à l'Heptaméron attribué à Pietro d'Abano, et aux Sixième et Septième Livres de Moïse d'Heinrich Cornelius Agrippa. Il est aussi contemporain au Faustbuchen du Das Kloster, au Liber Lunae, à la Polygraphie de Trithemius et au Calendarium Naturale Magicum Perpetuum.

Illustrations extraites du manuscrit Clavis Inferni
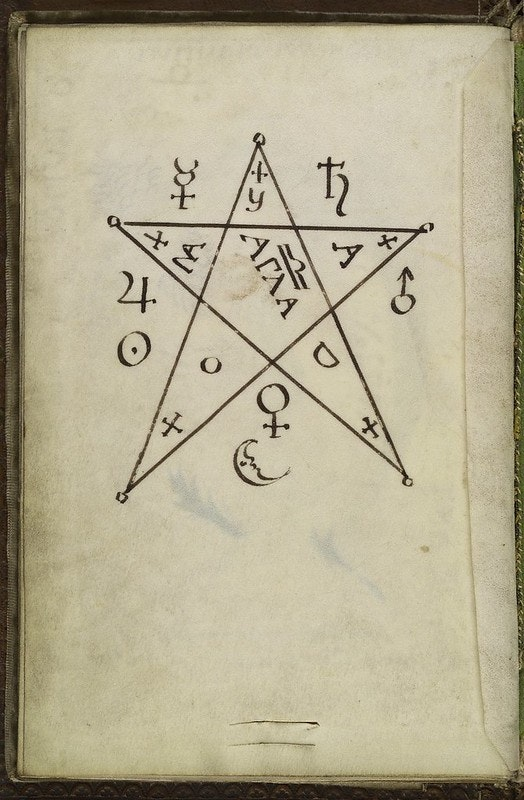
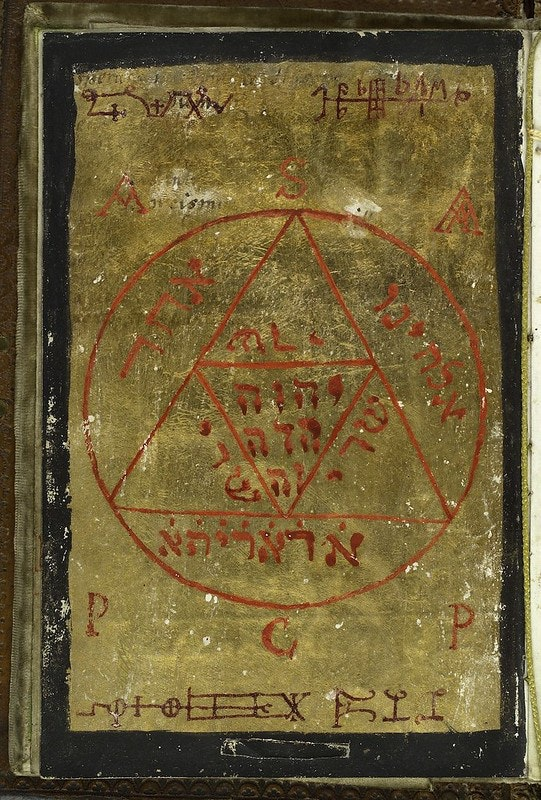
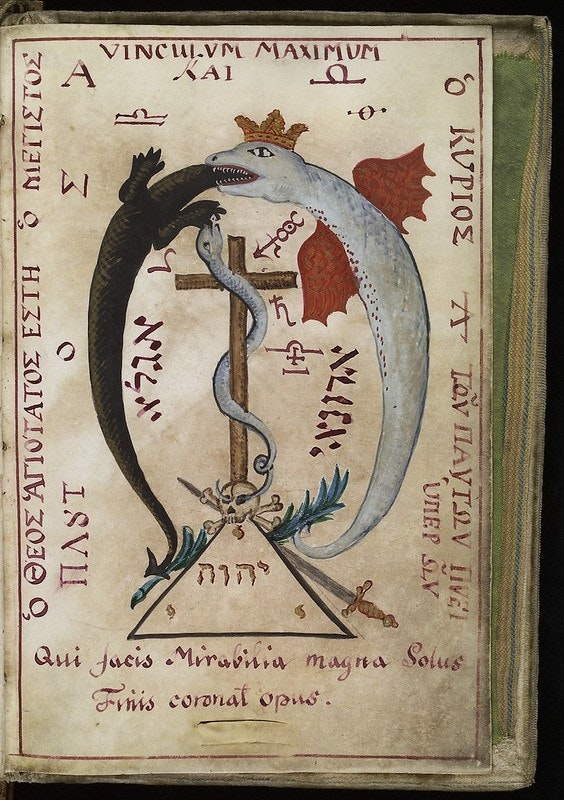
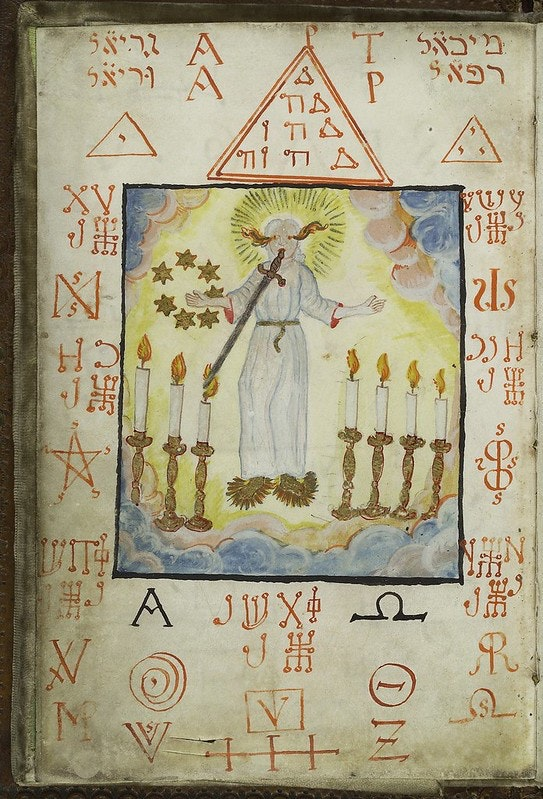
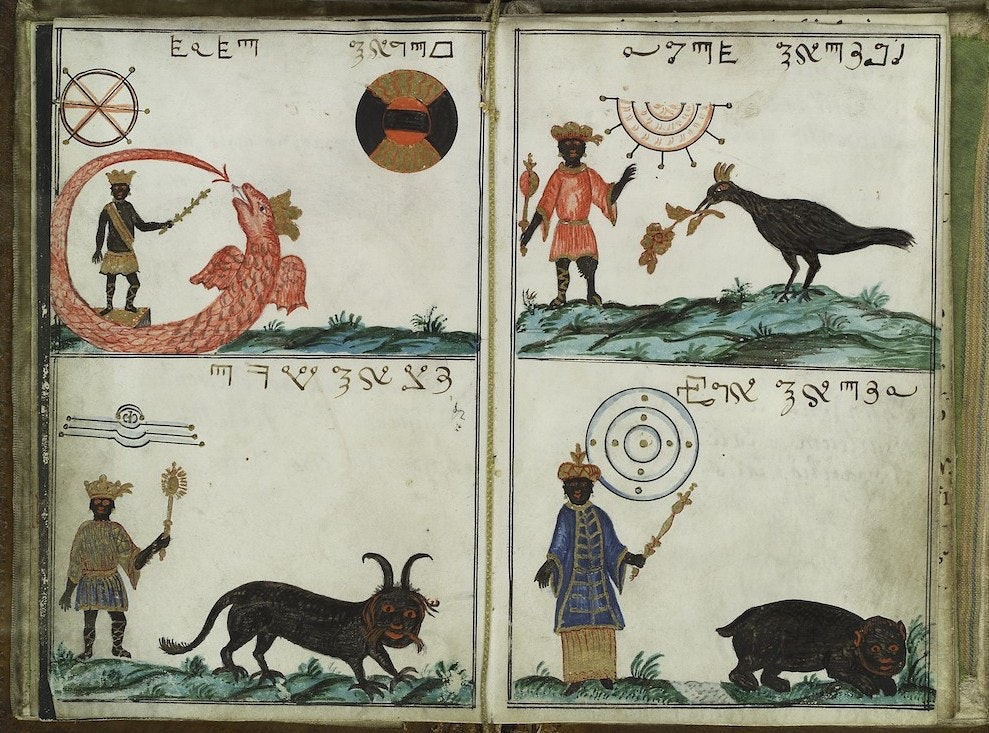
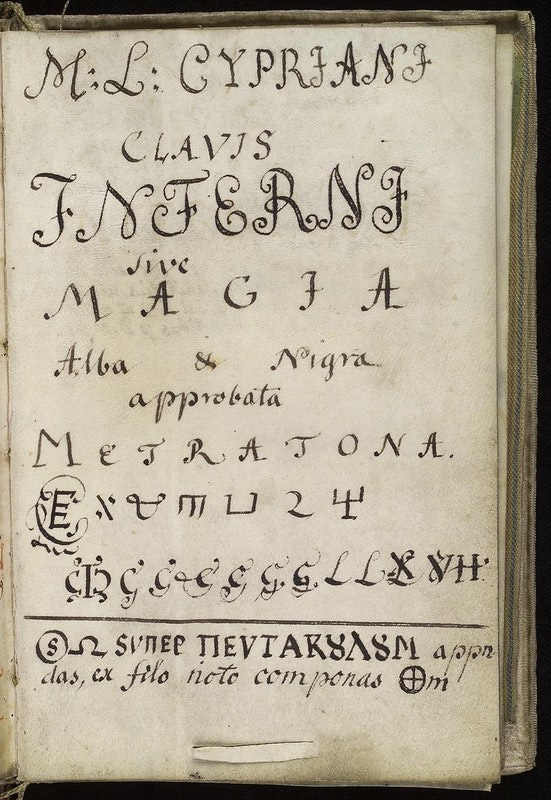
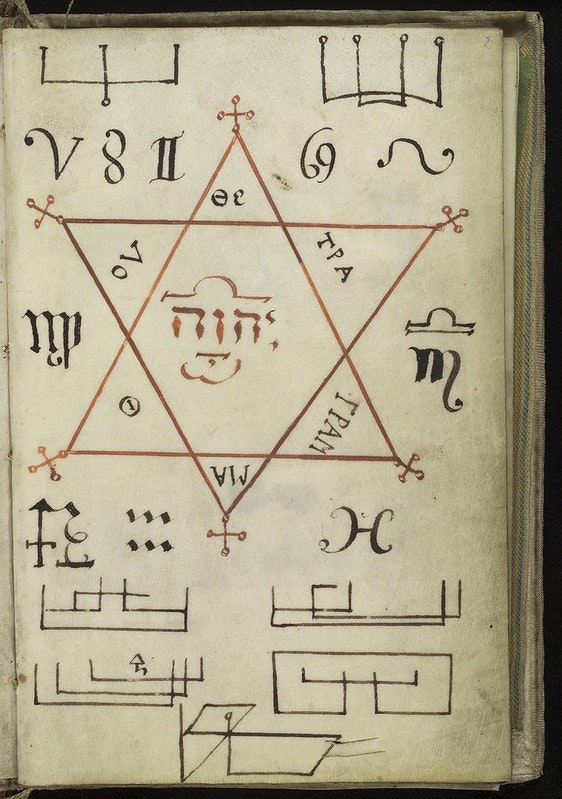